# Kamil Bednarek
Kamil Bednarek (Brzeg, 10 mei 1991) is een Pools reggae-artiest en componist. Hij is bekend geworden als runner-up in het derde seizoen van de Poolse versie van Got Talent, genaamd Mam Talent!.
Bednarek had in 2012 en 2013 grote nationale hits met de nummers Cisza en Dni, których jeszcze nie znamy, een cover van Marek Grechuta.
- International Standard Name Identifier: 0000 0004 5873 2861
- MusicBrainz: 4f686fac-8742-449a-996c-8144b6323be1
- Virtual International Authority File: 99144648597104689994